# 조애나 뉴섬
조애나 캐럴라인 뉴섬(영어: Joanna Caroline Newsom, 1982년 1월 18일 ~ 현재)은 미국의 악기 연주자, 싱어송라이터이자 배우이다.

## 생애

### 1982년~2001년: 어린 시절과 교육
조애나 캐럴라인 뉴섬은 1982년 1월 18일 캘리포니아주 네바다시티의 그래스밸리에서 의사인 부모 사이에서 둘째이자 장녀로 태어났다. 뉴섬이 태어나기 1년 전 의사였던 부모님은 샌프란시스코 베이 에어리어에서 그래스밸리로 거처를 옮겼고, 뉴섬은 오빠와 여동생과 함께 자랐다. 조애나라는 이름은 밥 딜런의 노래 ‘Visions of Johanna’에서 따왔다. 다만 조애나의 엄마는 타인이 조애나의 스펠링을 헷갈릴 것이라는 생각을 고려해 'h'를 뺐다. 내과 의사인 엄마는 여성주의자이자 정치 활동가로 60년대 이후 학생 운동에 참여하였고, 종양학자인 아빠는 과학이나 역사 등 다양한 주제에 대한 사실을 조애나와 공유하거나 단어를 던져주면 즉석으로 작시를 하는 놀이를 함께 하였다. 부모님은 조애나가 TV를 보는 것을 금지시켰지만 음악에 대한 애정을 나누었다. 아빠는 기타를 연주하였고, 엄마는 아프리카 드럼이나 해머드 덜시머, 오토하프 등을 연주할 수 있었다. 또한 크리스마스에는 여동생과 함께 어린이 밴드를 결성해 거리에서 공연을 열기도 했다.
조애나가 네 살 때 하프를 연주하던 리사 스타인을 보고 하프를 배우기 위해 리사를 찾아갔다. 하지만 리사는 조애나가 아직 어리다고 판단하여 거절했고, 피아노를 몇 년간 연주한 후 본격적으로 하프를 배우기 시작했다. 첫 수업 날 리사는 조애나에게 켈틱 하프를 빌려주고 작곡과 즉흥 연주를 가르쳤다. 조애나는 그렇게 수업을 들으며 어린 시절에 노래나 가사가 없는 기악곡을 작곡하였다. 12살이 되던 해 조애나는 라크 캠프에 처음으로 참석했다. 라크 캠프는 멘도시노 삼림 공원에서 매년 열리는 포크 음악가들의 모임으로, 캠프에 참여한 다이애나 스톡은 조애나의 재능을 알아보고 하프와 비슷한 서아프리카의 악기 코라처럼 연주하는 연주 스타일을 보여주었다. 뉴섬은 폴리리듬으로 연주가 까다로웠던 그 스타일에 매료되었고, 후에 "그때가 제가 강박관념에 사로잡히기 시작한 때입니다."라고 회고하였다. 한편 조애나는 라크 캠프에 대해 사람들이 잼 세션과 함께 아이디어를 공유하며 음악 실력을 뽐내는 장이었고, 가슴이 뛰었다고 언급했다.

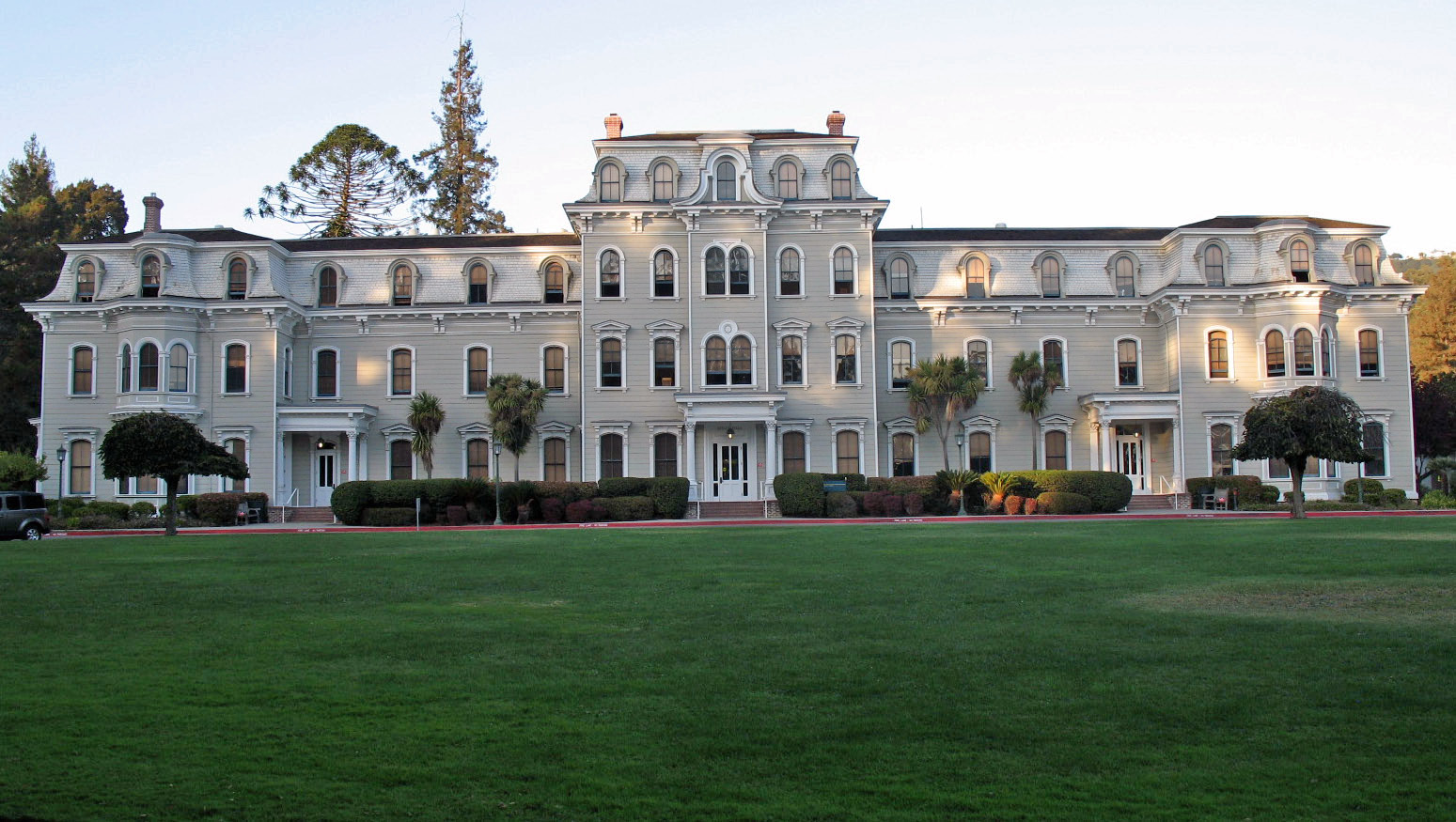
조애나가 음악과 창작을 공부하던 밀스 칼리지의 모습

조애나는 최고의 작곡가들이 교육 받은 곳이자 베이 에어리어에서 실험적 음악을 다룬 역사를 가지고 있는 곳이라고 생각한 밀스 칼리지에 입학하였다. 하지만 학교에서 가르치는 실험 음악은 무조성, 음의 높이가 없는 음악 등 자신이 원하지 않는 음악이었고, 환멸을 느끼면서 자퇴를 하였다. 자퇴 후 처음 1년 동안은 네바다시티의 작은 아파트에서 거주하고 커피집에서 일하면서 비밀리에 노래를 만들고 있었다. 당시 골든 숄더스라는 밴드의 멤버이자 룸메이트 애덤 클라인이 조애나의 노래를 듣고 지지를 보내주었으며, 조애나는 이 당시를 생애 첫 공연이라고 비유했다. 이후 조애나는 다시 밀스 칼리지로 들어가고, 소설가나 작가를 꿈꾸면서 음악 대신 글쓰기와 관련된 전공 수업을 들었다. 두 번의 재학 기간 동안 조애나는 미국의 전통 음악이나 필드 리코딩 노래를 들었고, 자신의 음악에 가사를 붙여 노래를 부르기 시작했다. 한편 돈을 벌기 위해 옷가게에서 일을 하며 컨트리 클럽이나 결혼식에서 하프를 연주하는 일을 했다.

### 2002년~2005년: 초기작과 “The Milk-Eyed Mender”

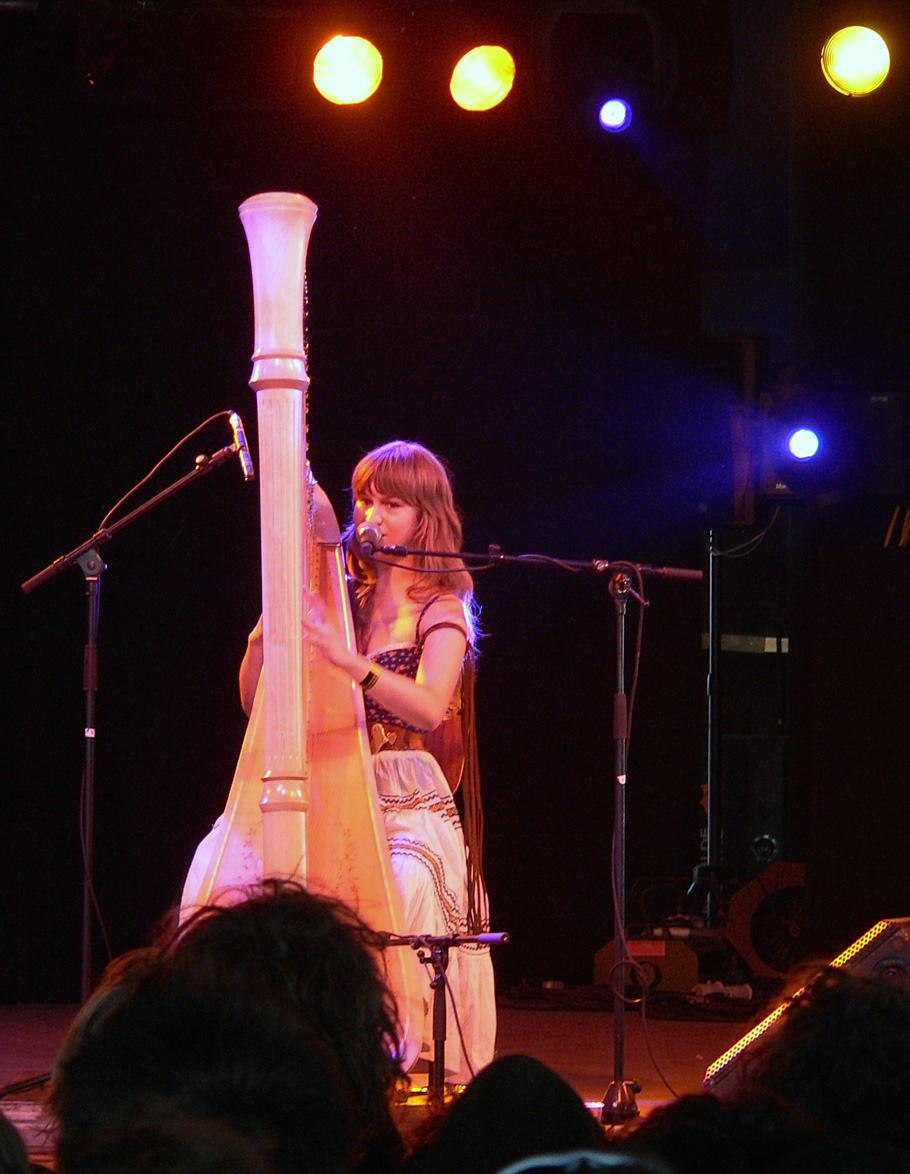
2005년의 조애나 뉴섬

조애나는 2002년 밴드 더 플리즈드에 키보드 연주자로 합류하였고, 밴드는 EP “One Piece From the Middle”과 정규 음반 “Don't Make Things”를 발매했다. 페이스 매거진은 2002년 8월 호에서 플리즈드를 "블레이저를 입는 인디 좋아하는 소년의 새로운 최애 밴드"라고 묘사하였다. 또한 헬라의 잭 힐과 디어후프의 그렉 소니어와 함께 너버스 캅을 결성해 정규 음반 “Nervous Cop”을 냈다. 그리고 2002년과 이듬해에 솔로로서 EP “Walnut Whales”와 “Yarn and Glue”를 발표하였다. 밴드의 멤버였던 노아 조지슨이 프로듀싱하였으며, 가정용 컴퓨터로 CD를 구운 후 공연장에서 한정으로 판매했다. 클라인은 윌 올덤에게 이 데모를 건네주었고, 올덤은 조애나의 노래를 좋게 들으면서 편지를 통해 투어를 함께 돌자는 제안을 하고 자신이 소속되어 있던 레이블 드래그 시티와의 계약을 도와준다.
2004년 3월 23일, 첫 솔로 정규 음반인 “The Milk-Eyed Mender”가 발매됐다. 이전의 EP와 마찬가지로 조지슨이 프로듀싱과 믹싱을 맡았다. 이 음반으로 조애나는 샌프란시스코 언더그라운드 음악 신에서 어느 정도의 영향력을 잡았고, 비평가들로부터 발매 후 극찬을 받았며, 피치포크, 빌리지 보이스 등의 연말 결산 순위에 이름을 올렸다. 2010년까지 20만 장이 넘는 판매고를 올리기도 했다. 4월에는 아서 매거진과 함께 데벤드라 반하트가 노래를 손수 선정한 컴필레이션 음반 “The Golden Apples Of The Sun”에 조애나의 ‘Bridges and Balloons’이 실렸다. 스테레오검은 이 컴필레이션 음반이 프리크 포크 신을 이해하는 데 있어 필수적이라고 호평했다. 11월 2일에는 첫 싱글 ‘Sprout and the Bean’과 테리 타임리가 감독한 뮤직 비디오를 함께 공개했다.
2005년, 조애나는 스모그의 “A River Ain't Too Much to Love”와 바슈티 버니언의 “Lookaftering”에 각각 피아노와 하프로 참여하였다.

## 음악 스타일
조애나는 밀스 칼리지의 설문조사를 위해 찾아간 기록 보관소에서 애팔래치아 출신의 가수 텍사스 글래든을 처음으로 들었다. 이후 "그녀의 목소리는 너무 강력하고, 너무 충격적이고, 너무 파괴적이고, 가듬어지지 않았으며 예쁨이라는 목소리의 일반적 생각과는 너무 달랐다"고 이야기하였으며, 글래든의 노래를 듣고서부터 작사를 하기 시작했다고 밝혔다. 이외에도 영향을 끼친 음악가로는 마크 월버그, 폴라 압둘, 픽시스를 뽑았으며, 토킹 헤즈의 제리 해리슨은 키보드 연주 스타일에 많은 영감을 주었다고 이야기하였다. 또한 좋아하는 음악가로는 데벤드라 반하트, 베티베르, 도노반, 스웨이드, 밥 딜런, 데이비드 보위, 비요크, 저스틴 팀버레이크, 텔레비전 등을 언급했다. 가사가 복잡한 노래를 쉽게 전달하는 방법에 대해 조애나는 자신이 발도르프 교육을 받아 야생 동물과 성인에 관한 긴 독일 시를 외웠던 것이 도움됐다고 언급하였다.

## 사생활
조애나는 플리즈드에서 함께 활동하였던 노아 조지슨과 교제했다. 2005년에는 스모그의 프론트맨이던 빌 칼라한과 짧은 만남을 가졌었다. 2007년 빌 칼라한이라는 이름으로 처음 발매한 정규 음반 “Woke on a Whaleheart”는 조애나와의 관계를 담고 있다.

## 작품 목록

### 음반
정규 음반
- The Milk-Eyed Mender (2004)
- Ys (2006)
- Have One on Me (2010)
- Divers (2015)

EP
- Walnut Whales (2002)
- Yarn and Glue (2003)
- Joanna Newsom and the Ys Street Band (2007)

### 출연작
| 연도 | 제목                          | 역할                       | 비고                          | 출처   |
| ---- | ----------------------------- | -------------------------- | ----------------------------- | ------ |
| 2008 | 스카이 크롤러                 |                            | 영어 버전 더빙                | [ 34 ] |
| 2009 | MGMT - Kids                   | 엄마                       | 뮤직 비디오                   | [ 35 ] |
| 2012 | 포틀랜디아                    | 하프 연주자                | 에피소드 1                    | [ 36 ] |
| 2014 | 인히어런트 바이스             | 솔티레쥬                   |                               | [ 37 ] |
| 2016 | 팝스타: 네버 스탑 네버 스토핑 | 스팀 펑크 의사             |                               | [ 38 ] |
| 2021 | 브루클린 나인-나인            | 캐럴라인 세인트자크 레너드 | 에피소드 ‘The Last Day Pt. 2’ | [ 38 ] |